# Vezzano Ligure
Vezzano Ligure (im Ligurischen: Vessàn) ist eine italienische Gemeinde mit 7172 Einwohnern (Stand 31. Dezember 2023) in der Region Ligurien. Politisch gehört sie zu der Provinz La Spezia.

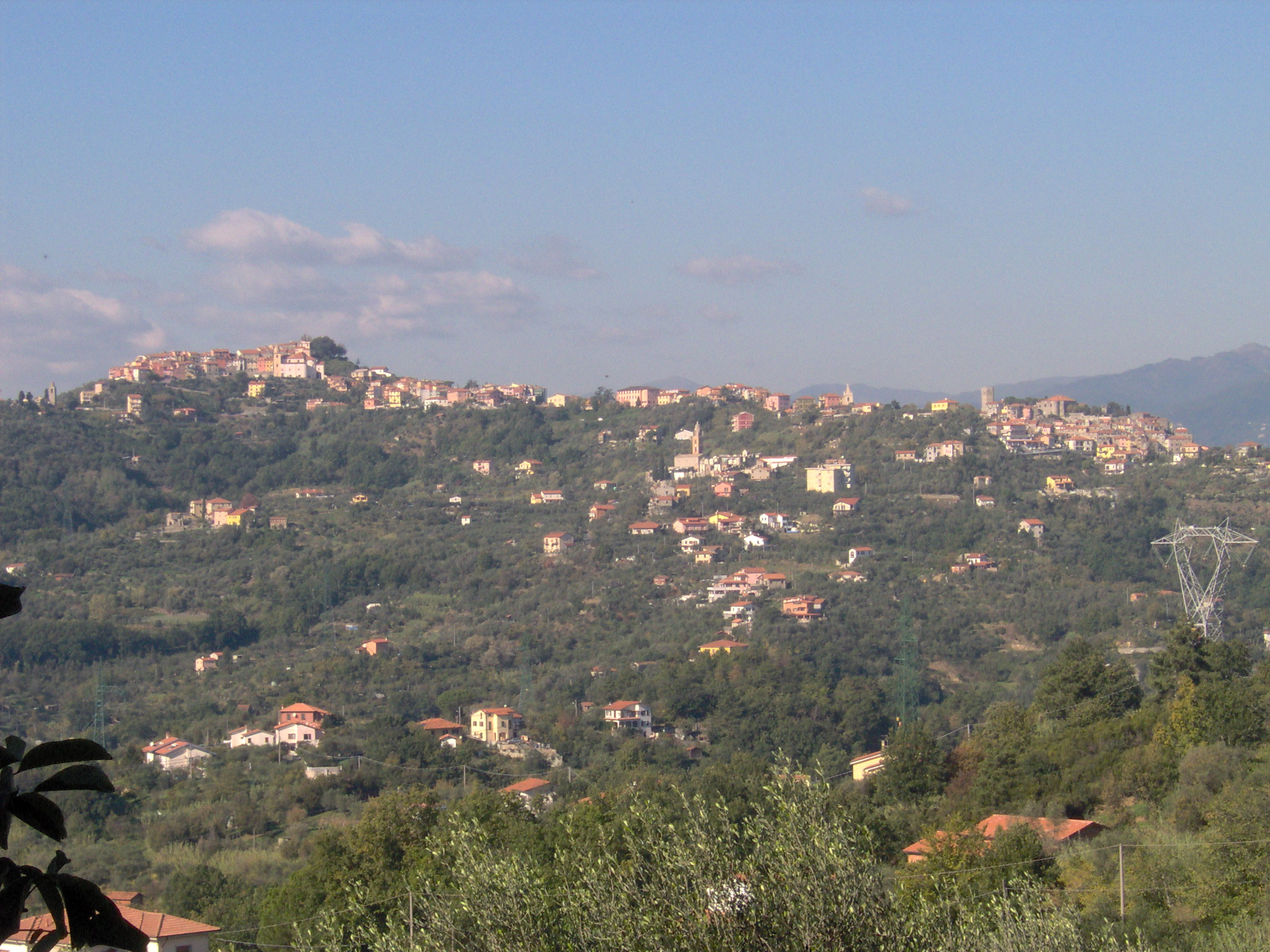
Blick auf Vezzano Ligure

## Geographie
Vezzano Ligure liegt zentral in der Provinz La Spezia. Dabei verbindet sie drei der vier Hauptregionen der Provinz: den Golf von La Spezia, das Val di Magra und das Val di Vara.
Das Gebiet umfasst:
- Den Hügel mit dem Hauptort der Gemeinde, der sich auf einem günstig gelegenen Aussichtspunkt mit Überblick über die Nachbarbezirke befindet. Vezzano ist in zwei antike Dörfer aufgeteilt, die auf Felsen erbaut wurden, Vezzano Inferiore und Vezzano Superiore. Beide verbindet eine Straße, an deren Seiten ab dem 19. Jahrhundert immer wieder Häuser gebaut wurden.
- Die Ebene der Val di Magra, die an Sarzana und Santo Stefano di Magra angrenzt;
- Die Ebene der Val di Vara, die Vezzano Ligure über die Gemeinden Bolano und Follo mit dem nördlichen Bereich der Provinz verbindet;
- Die unmittelbaren Nachbargebiete am Golf von La Spezia.

Die Gemeinde gehört mit ihrem Territorium zum Naturpark Montemarcello-Magra.

## Persönlichkeiten
- Aldo Rossi (1906–1981), Filmregisseur, Theaterschaffender und Boxer
- Umberto Montefiori (1946–2019), Politiker